# Radici Nel Cemento
Radici Nel Cemento es un grupo de ska y reggae italiano. Se fundaron en Roma en 1993 y se mantienen en activo hoy día.
Habituales del circuito de ska y reggae italiano, han tocado en toda Italia y en Europa. En España en concreto han tocado en País Vasco y Navarra, Madrid y Barcelona.
Han colaborado con artistas internacionales de reggae como Laurel Aitken, Carlie Anderson (de The Selecter), Alton Ellis, Max Romeo o Fermin Muguruza.

## Miembros
- Adriano Bono: voz, ukulele soprano, flauta travesera y coros.
- Christian Simone: saxofón tenor.
- Giorgio Spriano: voz, guitarra y coros.
- Giulio Ferrante: bajo y coros.
- Vincenzo Caristia: batería y percusiones.
- Leonardo Bono «PidDuB»: mezclas y dubs.

### Otros miembros
- Francesco «Sandokan» Antonozzi: trombón y coros.
- Stefano Cecchi: trompeta.
- Giovanni Graziosi: batería.
- Willy Tonna: teclados y melódica.
- Federico Re: percusiones.
- Giuliano Lucarinni: percusiones.

## Discografía

### Álbumes
- Radici Nel Cemento (Gridalo Forte, 1996).
- Popoli in vendita (Gridalo Forte, 1998).
- Alla rovescia (Bloom Records, 2001)
- Occhio! (V2 Records, 2004).
- Ancora non è finita (V2 Records, 2006).
- Il paese di Pulcinella (RNC Produzzioni, 2008).

### Singles y EP
- Guns of Brixton (Gridalo Forte, 1998)

### Vídeos
- «Sogno albanese», Mario Balsamo, 1999.
- «Alla rovescia», Francesco Ciani, 2001.
- «Pappa e ciccia», Francesco Ciani, 2002.
- «Echelon», Ketafilm, 2003.
- «Ansai come ce piace», Francesco Ciani, 2004.